# ヘッケルとジャッケル
『ヘッケルとジャッケル』（英語: Heckle and Jeckle）は、アメリカ合衆国のテレビアニメ作品である。1946年制作。

## 概要
1940年代にポール・テリー (Paul Houlton Terry) によって生み出された。主人公は2羽の鳥のキャラクターで、いたずら好きの彼らが毎回騒動を起こす。日本ではカラスとして通ったが、実際はカササギ (magpie) である。このキャラクターは、日本では東京芝浦電気（現・東芝）のCMキャラクターに使われていた。

## 登場人物
ジャッケル
声 - 三波伸介（旧シリーズ）、肝付兼太（新シリーズ）
ヘッケル
声 - 長門勇（旧シリーズ）、内海賢二（新シリーズ）
クワッキュラ
声 - 中尾隆聖（新シリーズ）
テオドル
声 - 西尾徳（新シリーズ）
ナレーター
声 - 牟田悌三
姿をまったく出さない語り手。
- その他（旧シリーズ） - 坂井寿美江[2]

## 日本での放送
日本では、1957年10月4日から1958年6月27日までラジオ東京テレビ＝KRテレビ（現・TBSテレビ）で放送。同局では毎週金曜 19:30 - 20:00 （日本標準時）に前述の東芝の一社提供で放送されていた。
続いて1963年4月20日から同年9月28日までフジテレビ系列局で放送。同系列局では毎週土曜 19:00 - 19:30 に蛇の目ミシン工業（ジャノメミシン。現：ジャノメ）の一社提供で放送されていた。フジテレビはその後も、本作と『マイティ・マウス』をセットにした『ヘッケルとマイティ』および『いこうぜヘッケル まけるなマイティ』を放送していた。前者は1965年6月1日から同年7月13日まで、毎週火曜 19:30 - 20:00 に日清食品の一社提供で放送。後者は1966年4月3日にて毎週日曜 18:00 - 18:30 に放送されていた。
1987年7月26日にTBS系列局で放送された『テレビ探偵団』の夏休みアニメ特集では、三宅裕司の思い出の作品として本作の映像が当時の吹き替え入りで紹介された。
NHK BS2では『新ヘッケルとジャッケル』としてサンデーアニメ劇場の枠で放送。
21世紀に入ってからは、2001年8月から同年9月までスーパーチャンネル（現・スーパー!ドラマTV）で『テリー・テューンズ 新ヘッケルとジャッケル』として放送されていた。

## エピソード

### 新ヘッケルとジャッケル
1. 宇宙人現れる/ヘッケルとジャッケルと豆の木
2. ヒーローになるには/帽子大騒動/?
3. サーカスのスター/映画と知らずに/?
4. モンスター現れる/荒野の大追跡/?
5. ロボット工場/おじさんいらっしゃい/?
6. 怪盗砂漠ネズミ/魔法のランプ/?
7. たのしいキャンプ/百万長者のベビーちゃん/?
8. ピラミッドの宝探し/魔女/?
9. 招かれざる宇宙旅行者/恐竜のたまごを守れ/?
10. タイムマシーン/対決2対1/?
11. とんだ人捜し/トライアングル冒険旅行/?
12. 消えた消える薬/マラソン大会/?
13. 生きているミイラ/騎士道精神/?
14. 宇宙船に乗っちゃった/謎の男/?
15. 誕生パティー/サファリ猛獣狩り/?
16. 不思議の国のアリス/アラビアンナイトと三つの願い